# Humán 6-os kromoszóma
A 6-os kromoszóma egy a 24-féle humán kromoszóma közül. Egyike a 22 autoszómának.

## A 6-os kromoszóma jellegzetességei
- Bázispárok száma: 170 975 699
- Gének száma: 1152
- Ismert funkciójú gének száma: 1050
- Pszeudogének száma: 459
- SNP-k (single nucleotide polymorphism = egyszerű nukleotid polimorfizmus) száma: 587 079

## A 6-os kromoszómához kapcsolódó betegségek
Az O.M.I.M rövidítés az Online Mendelian Inheritance in Man, azaz Mendeli öröklődés emberben adatbázis oldalt jelöli, ahol további információ található az adott betegségről, génről.

| Patológia                                                      | Öröklődés | O.M.I.M | Lokusz    | Gén              | A gén által kódolt fehérje |
| -------------------------------------------------------------- | --------- | ------- | --------- | ---------------- | -------------------------- |
| Veleszületett mellékvese hiperplázia 21-hidroxiláz deficiencia |           |         |           |                  |                            |
| Hemokromatózis                                                 |           |         |           |                  |                            |
| Polykystose rénale type récessif                               |           |         |           |                  |                            |
| Stargardt betegség                                             |           |         |           |                  |                            |
| Char-szindróma                                                 |           |         |           |                  |                            |
| Joubert-szindróma                                              |           |         |           |                  |                            |
| Lafora-szindróma                                               |           | 254780  | q22.3-q24 | NHLRC1-EPM2A     |                            |
| Metafizer kondroplázia Schmid típus                            |           | 156500  | q21-q22.3 | COL10A1          |                            |
| Surdité non syndromique                                        | Domináns  |         |           |                  |                            |
| Argininémia                                                    | Recesszív | 207800  | q31       | ARG1 OMIM 608313 | Hepatikus argináz          |
|                                                                |           |         |           |                  |                            |
|                                                                |           |         |           |                  |                            |
|                                                                |           |         |           |                  |                            |
|                                                                |           |         |           |                  |                            |
|                                                                |           |         |           |                  |                            |
|                                                                |           |         |           |                  |                            |
|                                                                |           |         |           |                  |                            |